# 桑野信義
桑野信義（日语：桑野 信義，1957年4月4日—），日本男搞笑藝人、主持人、音樂家（小號手）、歌手。音樂團體「RATS & STAR」成員。出身於東京都大田區。日本音樂娛樂（Exciting Trigger）所屬。暱稱「桑」。身高173cm。B型血。

## 演出作品

### 綜藝節目
富士電視台
- 志村大爆笑（直譯志村健的沒問題吧）（與IZAWA OFFICE（日语：イザワオフィス）共同製作）
- 志村健覺得怎麼樣（日语：志村けんはいかがでしょう）（與IZAWA OFFICE共同製作）
- 志村健的我到底造了什麼孽？（日语：志村けんのオレがナニしたのヨ?）（與IZAWA OFFICE共同製作）
- 黃昏喵喵（日语：夕やけニャンニャン）（負責週二常駐，1987年3月－8月）
- 桃色學園都市宣言!!（日语：桃色学園都市宣言!!）
- Paradise GoGo!!（日语：パラダイスGoGo!!）
- 週刊活力天國（日语：週刊スタミナ天国）
- 所喬治的這東西不尋常！（日语：所さんのただものではない!）
- 森田一義時間 笑一笑又何妨！（負責週二，1987年10月－1988年9月）
  - 笑一笑又何妨！增刊號（日语：笑っていいとも!増刊号）（1987年10月－1998年9月）
  - 笑一笑又何妨！特大號（日语：笑っていいとも!特大号）（1987年）
  - 笑一笑又何妨！特大號#笑一笑又何妨！大團圓 感謝超特大號（日语：笑っていいとも!特大号#笑っていいとも! グランドフィナーレ 感謝の超特大号）（2014年3月31日）
- All Night Fuji（日语：オールナイトフジ）
- All Night Fuji延長戰（日语：オールナイトフジ#オールナイトフジ延長戦）
- 模仿寶座決定戰（日语：ものまね王座決定戦）
- 原來如此！The 世界（日语：なるほど!ザ・ワールド）
- 世界超豪華珍品料理（日语：世界の超豪華・珍品料理）
- 志村健之傻瓜殿下（日语：志村けんのバカ殿様）（與IZAWA OFFICE共同，第二代家老（兼演家臣））
- 爆笑紅白模仿戰SP（日语：爆笑そっくりものまね紅白歌合戦スペシャル）
- 爆笑傳說！志村健的怪叔叔VS海王星大決戰!!（日语：爆笑伝説!志村けんの変なおじさんVSネプチューン大決戦!!）
- 心跳不已！泳裝讓你看個夠！美女如雲的水上大會（日语：アイドル水泳大会#ドキッ!丸ごと水着!女だらけの水泳大会）
- 獅王的祝您健康（日语：ライオンのごきげんよう）
- 帥呆了！特集（2017年7月1日。在「THE NOT VOCAL MUSIC DAY」的節目中打扮成Rats&Star登場。）
- 志村友達（日语：志村友達）大集合特集（2020年6月21日。笨蛋殿下的裝扮出演）

TBS電視網
- TBS
  - EXPO SCRAMBLE（日语：EXPOスクランブル）（週二常駐主持人）
  - 七賢者的戰略（日语：バリキン7 賢者の戦略）
  - 全明星感謝祭（1994年秋末）
  - 幸福家族計畫（日语：しあわせ家族計画）（幸福特派員。此外，他還參加了該計劃的藝人特別節目。）
  - （以桑野信義RESETTERS（與兒子MASA父子兩人的組合）名義出演。）

- MBS
  - 星期日也幹勁十足（日语：やる気マンマン日曜日）

日本電視台
- 笑賣繁盛！（日语：笑売繁盛!）
- THE今夜暢銷進行曲（日语：THE夜もヒッパレ）（在節目中與錦野旦（日语：錦野旦）與橋幸夫共3人組成限定組合「大江戶」翻唱許多歌曲。）

其它電視台
- OH！L俱樂部（日语：OH!エルくらぶ）（朝日電視台）

### 電視劇
富士電視網
- 富士電視台
  - BORN TO BE WILD（日语：ワイルドで行こう! BORN TO BE WILD）
  - 女演員夏木綠系列（日语：女優 夏木みどりシリーズ） 紅色禮服殺人事件－計程車司機

- 關西電視台
  - 鬼馬小夫妻－高槻悟

日本電視台
- 龍馬笑傳！（日语：竜馬におまかせ!）－荒木三太夫
- 怪廚博士
- 美咲No.1－北濱義男

TBS
- 長男之嫁（日语：長男の嫁）
- 再婚一直線！（日语：再婚一直線!）－增岡裕次郎
- 神南署安積班（日语：ハンチョウ〜神南署安積班〜）2 第5話（2010年2月8日）－清水
- 肌肉女孩（2011年）－黑金信義
- 天國餐館（2019年）－桑野信義〈客串〉

其它電視台
- 嫉妒女人香（日语：嫉妬の香り#テレビドラマ）（朝日電視台）
- LOVE理論（日语：LOVE理論）（2015年，東京電視台）－中里有吾的友人

### 電視節目
- 獨家新聞！（富士電視台）週四單元（約1999年）
- SG（日语：スペシャルグレード）競艇LIVE（競艇場記者[a]）
- （TOKYO MX）
- TV→TV（埼玉電視台）

### 廣告
- 飛龍文具 油性組 (1989年) [b]
- 明治乳業 棒

### 廣播節目
- （文化放送）
- KUWAMAN、和歌子（日语：島崎和歌子）的Saturday×Saturday（日语：くわまん・和歌子のSaturday×Saturday）（文化放送）
- 鈴木雅之 FUNKY BROADWAY（NACK5）

### 電影
- 平成園（1995年）
- 極同盟（2001年）
- SS（日语：SS (漫画)#実写映画版）（2008年）－志村

### PV
- SunSet Swish（日语：Swish! (バンド)）（2007年）

### 舞台
- 金牌製作人－飾演 弗朗茲·萊普金
- 志村魂（日语：志村魂）[c]

## 作品
- （version 1993）
- 人族

## 著書
- 子育物語（1995年，Bestsellers（日语：ベストセラーズ）） ISBN 978-4584182062
- （2005年，金之星社（日语：金の星社））[d]ISBN 978-4323070698
- 愛の説教BOOK（2009年，太田出版） ISBN 978-4778311643

## 腳註

## 外部連結
- 日本音樂娛樂官方網站公開資料 （页面存档备份，存于） （日語）
- （日語）－桑野信義的官方個人部落格。
- YouTube桑野信義官方頻道 （日語）
- YouTube官方頻道 （日語）
- （日語）